# Teutamus jambiensis
Espèce
Teutamus jambiensis est une espèce d'araignées aranéomorphes de la famille des Liocranidae.

## Distribution
Cette espèce est endémique de Sumatra en Indonésie,. Elle se rencontre vers le parc national de Kerinci Seblat.

## Description
Le mâle holotype mesure 4,50 mm et la femelle paratype 5,60 mm.

## Étymologie
Son nom d'espèce, composé de jambi et du suffixe latin -ensis, « qui vit dans, qui habite », lui a été donné en référence au lieu de sa découverte, la province de Jambi.

## Publication originale
- Deeleman-Reinhold, 2001 : Forest spiders of South East Asia: with a revision of the sac and ground spiders (Araneae: Clubionidae, Corinnidae, Liocranidae, Gnaphosidae, Prodidomidae and Trochanterriidae. Brill, Leiden, p. 1-591.